# Ligia quadrata
Ligia quadrata är en kräftdjursart som beskrevs av Thomson 1879. Ligia quadrata ingår i släktet Ligia och familjen gisselgråsuggor. Inga underarter finns listade i Catalogue of Life.